# Béla Király

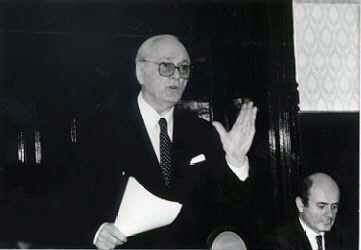
Béla Király

Béla Király [ˈbeːlɒ ˈkiraːj] (* 14. April 1912 in Kaposvár; † 4. Juli 2009 in Budapest) war ein ungarischer General und Historiker.

## Leben
1930 wurde er Berufssoldat. Auf der Seite Deutschlands im Zweiten Weltkrieg kämpfend, wurde er mit dem Eisernen Kreuz I. und II. Klasse ausgezeichnet. Er wird an der Allee der Gerechten in Yad Vashem für die Rettung von Juden geehrt. Gewürdigt wurde dabei sein Einsatz für die Versorgung ungarischer Juden in Arbeitskompanien Zwangsverpflichteter.
1945 schloss er sich den Kommunisten an und gründete 1949 die Budapester Militärakademie. 1951 wurde er in einem Schauprozess zum Tode verurteilt, die Strafe danach in eine lebenslängliche Freiheitsstrafe umgewandelt; in der Gefangenschaft lernte er Englisch. Nach seiner Begnadigung 1956 wurde er am 30. Oktober 1956 von Imre Nagy zum Kommandanten der Nationalgarde ernannt und kämpfte im Ungarnaufstand als Stadtkommandant von Budapest gegen die sowjetischen Truppen.
Noch im Dezember 1956 reiste er mit amerikanischer Hilfe in die USA aus, wo er nach der Graduierung an der Columbia University als Professor für Militärgeschichte am Brooklyn College der City University of New York lehrte. Nach der Wende, 1989, kehrte er nach Ungarn zurück und wurde für den Bund Freier Demokraten (SZDSZ) ins erste demokratische Parlament gewählt, wo er von 1990 bis 1994 als Abgeordneter verblieb.